# Cassaignes
Cassaignes ist eine Gemeinde im französischen Département Aude in Okzitanien. Sie gehört zum Kanton La Haute-Vallée de l’Aude und zum Arrondissement Limoux. 

## Lage
Das Gemeindegebiet ist Teil des Regionalen Naturparks Corbières-Fenouillèdes.
Nachbargemeinden sind Luc-sur-Aude im Nordwesten, Peyrolles im Nordosten, Serres im Osten, Rennes-les-Bains im Südosten und Coustaussa im Südwesten.

## Bevölkerungsentwicklung
| Jahr      | 1962 | 1968 | 1975 | 1982 | 1990 | 1999 | 2008 | 2017 |
| --------- | ---- | ---- | ---- | ---- | ---- | ---- | ---- | ---- |
| Einwohner | 50   | 33   | 27   | 30   | 44   | 39   | 64   | 56   |